# قرار مجلس الأمن التابع للأمم المتحدة رقم 1807
قرار مجلس الأمن التابع للأمم المتحدة رقم 1807، المتخذ بالإجماع في 31 مارس 2008.

## القرار
أدان مجلس الأمن استمرار التدفق غير المشروع للأسلحة داخل جمهورية الكونغو الديمقراطية وإليها، وقرر تمديد وتعديل حظر الأسلحة ونظام العقوبات ذات الصلة على البلد حتى 31 كانون الأول / ديسمبر.
يتألف النظام من حظر توريد الأسلحة إلى الجماعات المسلحة في البلد التي ليست جزءًا من وحدات الجيش أو الشرطة المتكاملة التابعة للحكومة، فضلاً عن حظر السفر وتجميد الأصول لمن ينتهكون الحظر، على النحو المحدد في القرارات 1493 (2003)، 1596 (2005)، 1698 (2006) و1771 (2007).
وبموجب الفصل السابع من ميثاق الأمم المتحدة، مدد المجلس أيضا ولاية فريق الخبراء المنشأ عملا بالقرار 1771 (2007) بشأن مراقبة تنفيذ العقوبات، حيث كرر الإعراب عن قلقه البالغ إزاء وجود الجماعات المسلحة والمليشيات في الجزء الشرقي من جمهورية الكونغو الديمقراطية، ولا سيما في مقاطعتي كيفو الشمالية وكيفو الجنوبية ومقاطعة إيتوري.
وشملت التدابير الأخرى الواردة في القرار مطالبة حكومة جمهورية الكونغو الديمقراطية والدول المتاخمة لإيتوري وكيفو الشمالية كيفو الجنوبية باتخاذ التدابير اللازمة لتعزيز الضوابط الجمركية على طول الحدود بين إيتوري أو مقاطعتي كيفو والدول المجاورة، وكذلك كقيود على السفر وتجميد أصول الأشخاص أو الكيانات التي تحددها اللجنة.
سيستعرض المجلس التدابير المنصوص عليها في القرار عند الاقتضاء، ولكن في موعد لا يتجاوز 31 كانون الأول / ديسمبر، في ضوء توطيد الحالة الأمنية، ولا سيما التقدم المحرز في إصلاح قطاع الأمن ونزع السلاح والتسريح والإعادة إلى الوطن وإعادة التوطين وعمليات إعادة الإدماج للجماعات المسلحة الكونغولية والأجنبية.

## روابط خارجية
- نص القرار في undocs.org